# Black and Bruised
Black and Bruised est un jeu vidéo de combat (boxe anglaise) développé par Digital Fiction et édité par Majesco Entertainment, sorti en 2003 sur GameCube et PlayStation 2.

## Accueil
- Jeux Vidéo Magazine : 14/20[1]
- Jeuxvideo.com : 11/20[2]